# Bempflingen
Bempflingen è un comune tedesco di 3 363 abitanti, situato nel land del Baden-Württemberg.